# 跡部氏
跡部氏（あとべし）は日本の氏族。甲斐源氏庶流、小笠原氏の分流で、信濃国佐久郡跡部（長野県佐久市跡部）を本貫地とする。小笠原氏の嫡家であった伴野時長の次男、跡部長朝に始まる。

## 跡部氏の入甲と強勢
室町時代の甲斐国（山梨県）では応永23年（1416年）に甲斐守護・武田信満が上杉禅秀の乱へ荷担して討伐されたため、守護不在状態となる。『鎌倉大草紙』に拠れば、甲斐では武田家や信濃守護家・小笠原氏に次ぐ家柄であった逸見有直が関東公方の足利持氏と結び、甲斐国守護の座を志向していた。
逸見有直は足利持氏を通じて幕府へ守護補任を要請するが、鎌倉府と対立していた室町幕府は、在京していた信満の弟である武田信元を甲斐守護に任じ、信濃国守護の小笠原政康に命じて信元を甲斐へ帰還させた。この際に跡部明海・景家親子が信元補佐のため守護代に任じられたと考えられている。『鎌倉大草紙』では、跡部親子を「何事も信元の旨を背き横行しけり」と評している。
信元はまもなく死去したと考えられており、甲斐では信満の子である武田信長が、信長実子の伊豆千代丸を擁立して跡部親子と敵対した。永享5年（1433年）4月29日には跡部親子は輪宝一揆の支援を得て、甲府の荒川で日一揆と結ぶ信長方を撃退した。信長はこれにより甲斐を離れ鎌倉へ出仕している。三宝院満済『満済准后日記』永享6年（1434年）11月2日条によれば、永享6年11月から永享7年3月にかけて、明海は在京していた信満の子・武田信重を甲斐守護として下向させる工作を行っている。永享7年（1435年）3月に明海は熊野詣を理由に上洛し、満済に信重下向を求めるが、幕府は鎌倉府への影響を懸念して判断を衆議は難航した。さらに、『満済准后日記』によれば明海は信重の信任を得られず、向背を疑われていたという。
跡部氏は信長の不在時に勢力を伸張し、『鎌倉大草紙』に拠れば、伊豆千代丸の意に反し独自の活動をしていたと言われ、永享5年（1433年）には鎌倉を出奔した信長と争う。
永享10年（1438年）、信重は関東公方の持氏と公方を補佐する関東管領の上杉憲実の対立から発生した永享の乱の際に憲実援護のために帰国し、持氏と結び再起を図った逸見氏などと戦っている。『鎌倉大草紙』によれば、跡部親子は信重に滅ぼされたと記されているが、これは誤りであると考えられている。『王代記』によれば、明海は寛正5年（1464年）に死去する。
『鎌倉大草紙』によれば、跡部氏は武田信昌時代には専横を極めたとされ、信昌幼少時から政務に介入して対立していたという。跡部景家が甲州市の塩山向嶽庵に都留郡田原郷を安堵した長禄2年（1458年）8月28日の安堵状や、景家の代官が甲州市上岩崎の氷川神社殿を再建した寛正2年（1461年）の新殿造営棟札に景家を褒め称える語句があり、これらは跡部氏の強盛と専横を示すものであるともされるが、前者は幼少時の信昌に代わり守護代が文書を発給しているケースであり、評価には慎重論もある。また、『甲斐国志』に拠れば武田一族の岩崎氏が跡部氏の横暴により滅ぼされたと記されていることも挙げられるが、信昌と跡部氏の争いにおける岩崎氏の立場は不明瞭であり、岩崎氏が地頭を務めていた岩崎郷が後に跡部氏の所領となっていることから岩崎氏が跡部氏に帰属していたとする説（秋山敬による）もあり、信昌と跡部氏の対立の構図には再検討が求められている。
跡部氏と信昌の争いは甲斐一国規模となり、長禄元年（1457年）には甲府の小河原合戦（甲府市）、馬場合戦（比定地不詳）において信昌方を圧倒したという（『一蓮寺過去帳』）。跡部明海が寛正5年（1464年）に死去すると、信昌は信濃諏訪氏の援護を受け夕狩沢合戦（山梨市）において景家勢を撃破し、西保の小田野城（旧牧丘町）において景家を自害させる。この頃には甲斐は幕府や鎌倉府の影響下から脱しつつあり、跡部氏を排斥した武田氏は国内における守護権威の確立に務める。

## 戦国期武田家臣団の跡部氏
また、系図上は景家系子孫との位置付けは不明であるものの、戦国期の武田信玄・勝頼親子に仕えている譜代重臣層には跡部信秋 - 勝資の系統や、跡部行忠・勝忠の系統のほか、辺境武士団である津金衆に従っている一族らがいる。多くは天正10年（1582年）3月の武田氏滅亡時に殉死している。

## 安土・桃山時代
跡部勝忠も武田滅亡の際に殺害されているが、その子昌忠（九郎右衛門尉）は天正壬午の乱を経て甲斐を領した徳川氏に仕え、徳川四奉行として甲斐統治に携わっている。その子孫は旗本となる。

## 江戸時代
跡部昌忠の系譜が旗本として続いた。
跡部氏の末裔と称する一族は武田遺臣となり旗本や藩士として続いており、幕末に「水戸の三田」と呼ばれ名の高かった水戸藩の武田耕雲斎も末裔のうちの一人である。耕雲斎ははじめ「跡部正生」という名であったが、『甲陽軍鑑』において「奸臣」とされていた祖の跡部勝資の所業を嫌い、藩主徳川斉昭に願い出て「武田」へと改称している。